# Ignazio Giunti
Ignazio Giunti (Rim, Italija, 30. kolovoza 1941. – Buenos Aires, Argentina, 10. siječnja 1971.) je bivši talijanski vozač automobilističkih utrka.